# Beatmania completeMIX
Beatmania completeMIX (en Estados Unidos: hiphopmania complete Mix, en Corea del Sur: beatstage Complete MIX) es la primera compilación de canciones de beatmania. Tiene las listas de canciones completas de sus tres antecesores; beatmania, beatmania 2ndMIX y beatmania 3rdMIX, junto con unas cuatro nuevas canciones, dos completamente nuevas y las otras dos dobladas al inglés provenientes de dos canciones antiguas. Fue lanzado en enero de 1999
 y tiene un total de 45 canciones en total.

## Características nuevas
- El modo Expert fue renombrado como Internet Ranking mode. Después de que un curso es completado, un código es mostrado, el cual puede ser ingresado a la página web de Konami.
  - El contador en el modo Internet Ranking muestra el puntaje EX en lugar de puntaje de dinero.
- Última entrega en tener el modo Practice.
- Las canciones del título ahora son mostradas en la music selection, en adición con los géneros musicales.

## Modo de juego
- Practice mode: Es el modo práctica. El jugador aprende a familiarizarse con los controles, a ejecutar las notas y de paso jugar un par de canciones para poner a prueba lo aprendido.
- Easy mode: Siendo el modo básico, la dificultad es muy baja y no supera las cuatro estrellas. Ideal para principiantes. Cuatro stages por ronda.
- Hard mode: De nivel moderado, la dificultad puede ser hasta seis estrellas y hay más canciones disponibles que en el modo Easy. Disponible cuatro stages por ronda.
- Internet Ranking mode: Conocido antes como Expert mode, el jugador selecciona uno de los courses, las cuales están compuestos de cinco canciones cada una. El jugador debe completar de manera satisfactoria cada canción evitando que la barra de energía disminuya por completo. Si consigue llegar al final, el jugador recibirá un código compuesto de ocho letras (ejemplo: XYBQ - BCTS) y lo podrá ingresar a la página http://www.konami.co.jp/gm/, la cual actualmente no existe.

## Modificadores
En la pantalla de inicio, antes de pulsar start para comenzar, el juego tiene tres tipos de modificadores disponibles:
- Battle: Es el modo versus, en donde ambos jugadores compiten para conseguir el mayor puntaje posible.
- Double: En este modo, un solo jugador utiliza ambos controladores para ejecutar las canciones.
- Hidden: Con este modificador, las notas se vuelven invisibles antes de acercarse al marcador, volviendo más difícil la ejecución de notas.

Para activar estos modificadores, primero se mantiene presionado una tecla en específico y en ese estado se pulsa Start.

## Comandos ocultos
En el juego es posible introducir comandos para conseguir dos tipos de trucos:

Cuadro explicativo que muestra los modificadores y sus respectivas teclas.

### Modo canciones completas
Existe una forma de desbloquear todas las canciones para su jugabilidad sin necesidades de tener que pasar entre fases. Una vez insertado una o más monedas en la ranura del arcade, se debe ingresar lo siguiente usando el controlador del primer jugador:
- Mantener presionado los botones 1 y 4 mientras se gira el disco en el sentido de las agujas del reloj unos 360°.
- Inmediatamente, se mantiene presionado los botones 2 y 5 y de nuevo se gira el disco en el mismo sentido unos 360°.
- Finalmente, volver a presionar y mantener el botón 4 y pulsar Start. Soltar rápidamente el botón y pulsar el botón 2.

### Desbloqueo de canciones
Con el siguiente comando es posible desbloquear tres canciones como una versión alterna al original. En el momento en donde se escogen las canciones (sound select), se hace lo siguiente:
- Durante la selección de canciones, moverse entre los discos (que representan las canciones) y presionar rápidamente los botones 2-4-2 en el espacio en el que se pasa el marcador de un disco a otro.
- Luego, repetir el proceso, pero presionando los botones 4-2-4.
- Más tarde, cuando se seleccionen hard house, hard techno (Acid Bomb), euro beat, en lugar de que se seleccione dichas canciones, en cambio, aparecerán como la versión "another" de cada una.

Las pistas de "Another version", suelen ser las mismas canciones, sin embargo, la posición de las notas es totalmente distinta. La dificultad de las mismas es mayor al original.

## Canciones nuevas
La siguiente tabla muestra las nuevas canciones introducidas en el juego:
| Believe again (English Version) | DANCE POP  | dj nagureo    | 130 |
| quick master (reform Version)   | J-TEKNO    | Yohei Shimizu | 145 |
| 20, november (hard mix)         | HARD HOUSE | DJ nagureo    | 130 |
| LUV TO ME (English Version)     | EURO BEAT  | THIRD-MIX]]   | 154 |

## Canciones previas
| Nombre                                | Género              | Artista                           | BPM              |                  |                  |
| beatmania 3rdMIX                      | beatmania 3rdMIX    | beatmania 3rdMIX                  | beatmania 3rdMIX | beatmania 3rdMIX | beatmania 3rdMIX |
| ------------------------------------- | ------------------- | --------------------------------- | ---------------- | ---------------- | ---------------- |
| life goes on                          | AMBIENT             | Quadra                            | 125              |                  |                  |
| find out                              | SOUL                | nouvo nude                        | 100              |                  |                  |
| Believe again HYPER MEGA MIX          | J-DANCE POP         | dj nagureo featuring miryam       | 130              |                  |                  |
| s.d.z.                                | HIPHOP              | DJ mazinger featuring Muhammad    | 100              |                  |                  |
| wild I/O                              | HOUSE               | nouvo nude                        | 130              |                  |                  |
| Queen's Jamaica                       | REGGAE              | Crunky Boy featuring Muhammad     | 94               |                  |                  |
| tribe groove                          | WORLD GROOVE        | nite system                       | 126              |                  |                  |
| LUV TO ME THIRD-MIX                   | EURO BEAT           | miryam reo yoshinori              | 154              |                  |                  |
| Attack the music                      | HARD TECHNO         | DJ FX                             | 140              |                  |                  |
| super highway                         | DRUM'N BASS         | nouvo nude                        | 160              |                  |                  |
| Believe again                         | 80'S J-POP          | Emotion of Sound featuring miryam | 130              |                  |                  |
| nine seconds                          | DIGITAL FUNK        | nouvo nude                        | 97               |                  |                  |
| area code                             | DIGI ROCK           | nouvo nude                        | 112              |                  |                  |
| beatmania 2ndMIX                      |                     |                                   |                  |                  |                  |
| PRACTICE STAGE                        | -                   | ♪♪♪♪♪                             | 100              |                  |                  |
| Beginning of life                     | AMBIENT             | QUADRA                            | 110              |                  |                  |
| jam jam reggae (FUNKY jam Cookie mix) | REGGAE FUNKY MIX    | Crunky Boy                        | 90               |                  |                  |
| Do you love me?                       | BALLAD (JAZZ-SOUL)  | reo-nagumo                        | 100              |                  |                  |
| u gotta groove (Triple Mazin Dub)     | HIP-HOP STREET MIX  | DJ Mazinger                       | 94               |                  |                  |
| tokai                                 | JAPANESE HIP-HOP    | perfomed by co-key DJ Mazinger    | 97               |                  |                  |
| Salamander Beat Crush mix             | KONAMIX             | NITE SYSTEM                       | 134              |                  |                  |
| LOVE SO GROOVY (Nite's After Luv mix) | HOUSE SPILITUAL MIX | NITE SYSTEM                       | 131              |                  |                  |
| OVERDOSER (Driving Dub mix)           | MINIMAL TECHNO MIX  | QUADRA                            | 133              |                  |                  |
| SKA a go go                           | SKA                 | THE BALD HEADS                    | 144-160          |                  |                  |
| Deep Clear Eyes                       | DRUM'N BASS MIX     | QUADRA                            | 155              |                  |                  |
| Acid Bomb                             | HARD TEKNO          | DJ FX                             | 140              |                  |                  |
| beatmania                             |                     |                                   |                  |                  |                  |
| u gotta groove                        | HIP-HOP             | DJ nagureo                        | 94-100           |                  |                  |
| jam jam reggae                        | REGGAE              | jam master '73                    | 90               |                  |                  |
| OVERDOSER (romo mix)                  | TECHNO              | MIRAK                             | 132              |                  |                  |
| OVERDOSER (ambient mix)               | TECHNO              | MIRAK                             | 134              |                  |                  |
| 2 gorgeous 4U                         | BREAK-BTS           | prophet-31                        | 150              |                  |                  |
| greed eater                           | BREAK-BTS           | The Dust Fathers                  | 112              |                  |                  |
| LOVE SO GROOVY                        | SOUL                | LOVEMINTS                         | 141              |                  |                  |
| LOVE SO GROOVY (12inch version)       | SOUL                | LOVEMINTS                         | 141              |                  |                  |
| 20, november (single mix)             | HOUSE               | DJ nagureo                        | 130              |                  |                  |
| 20, november (radio edit)             | HOUSE               | DJ nagureo                        | 130              |                  |                  |
| e~emotion                             | RAVE                | e.o.s                             | 140-145          |                  |                  |